# ناحیه شاربوگارد
ناحیهٔ شاربوگارد (به مجاری:    Sárbogárdi járás) یک ناحیه در مجارستان است که در فیر واقع شده‌است. ناحیهٔ شاربوگارد ۶۵۳٫۵۲ کیلومتر مربع مساحت و ۲۸٬۲۹۶ نفر جمعیت دارد.